# XIIIe siècle av. J.-C.
IIIe millénaire av. J.-C. |
IIe millénaire av. J.-C. |
Ier millénaire av. J.-C.
../.. |
XVe siècle av. J.-C. |
XIVe siècle av. J.-C. |
XIIIe siècle av. J.-C. |
XIIe siècle av. J.-C. |
XIe siècle av. J.-C. |
../..
Années 1290 av. J.-C. | Années 1280 av. J.-C. | Années 1270 av. J.-C. | Années 1260 av. J.-C. | Années 1250 av. J.-C. 
 Années 1240 av. J.-C. | Années 1230 av. J.-C. | Années 1220 av. J.-C. | Années 1210 av. J.-C. | Années 1200 av. J.-C.

## Événements

### Asie

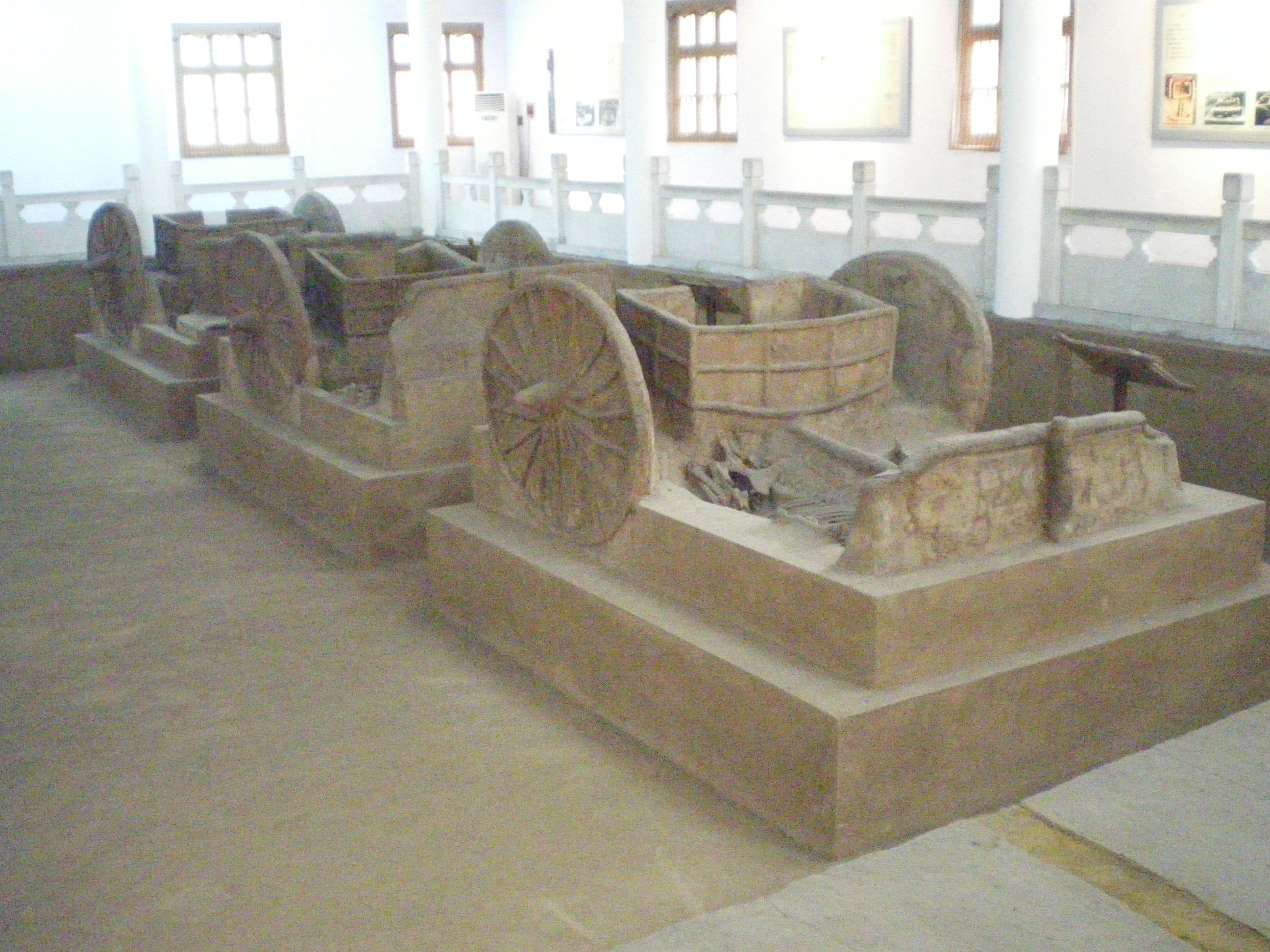
Chars découverts sur le site de Yin, près d’Anyang.

- Vers 1300-1046 av. J.-C. : en Chine, épanouissement de la civilisation des Shang qui installent leur capitale, Yin, près d’Anyang[1]. Les colons chinois essaiment par groupes compacts pour aller créer de nouvelles aires de défrichement vers le bassin du Yangzi Jiang au sud, les terrasses du Shanxi au nord-ouest et la vallée du Wei He. Les Shang semblent être alors fréquemment en guerre avec les populations encore non sinisées qui habitent la vallée du Huai He. On a découvert à Anyang des sépultures en forme de fosses cruciformes renfermant des chars avec leurs attelages, de nombreux vases en bronze et des restes de sacrifices humains, ainsi que les premières inscriptions chinoises sur des os oraculaires (Jiaguwen) ou des vases de bronze[2]. Les armées de la Chine des Shang sont organisées en corps de fantassins et d’archers en compagnies de cent hommes, qui soutiennent des sections de cinq chars[3]. L’armement est composé de grands arcs fabriqués à partir de cornes et de tendons de bovidés, de flèches munies de plumes et de pointe en bois de cerf, en os, en coquillage ou en bronze, de petit couteau de bronze avec pierre à aiguiser, d’hallebarde en bronze, de bouclier de cuir tendu sur un cadre de bois et décoré d’un tigre.
- Vers 1300 av. J.-C. : les Aryens dominent le nord-ouest de l’Inde jusqu’à la rivière Sarasvatî[4]. Les Vedas mentionnent les Dâsas (esclaves) comme leurs ennemis. Ils sont interprétés comme étant des Dravidiens. Les Aryens sont organisés en monarchies tribales dirigées par un rajah (roi), qui partage le pouvoir avec deux conseils ou assemblées qui vont se différencier avec le temps, le sabhā (en) (cours de justice) et le samiti (conseil de guerre)[5]. Un seul rajah est nommé dans le Rig-Véda, il s’agit de Sudâs (en), roi des Bhāratas, une tribu implantée sur le cours supérieur de la Sarasvatî. Il est décrit comme le vainqueur de la coalition de dix rois, dont le plus puissant était Pûru. Par la suite, une autre tribu prendra le contrôle des Bharatas, les Kurus[6].
- Vers 1260 av. J.-C. : poteries lapitas découvertes sur le site de Bourewa au sud-ouest de Viti Levu[7]. Les Mélanésiens atteignent les Fidji, puis la Polynésie occidentale (Tonga et Samoa).

### Proche-Orient

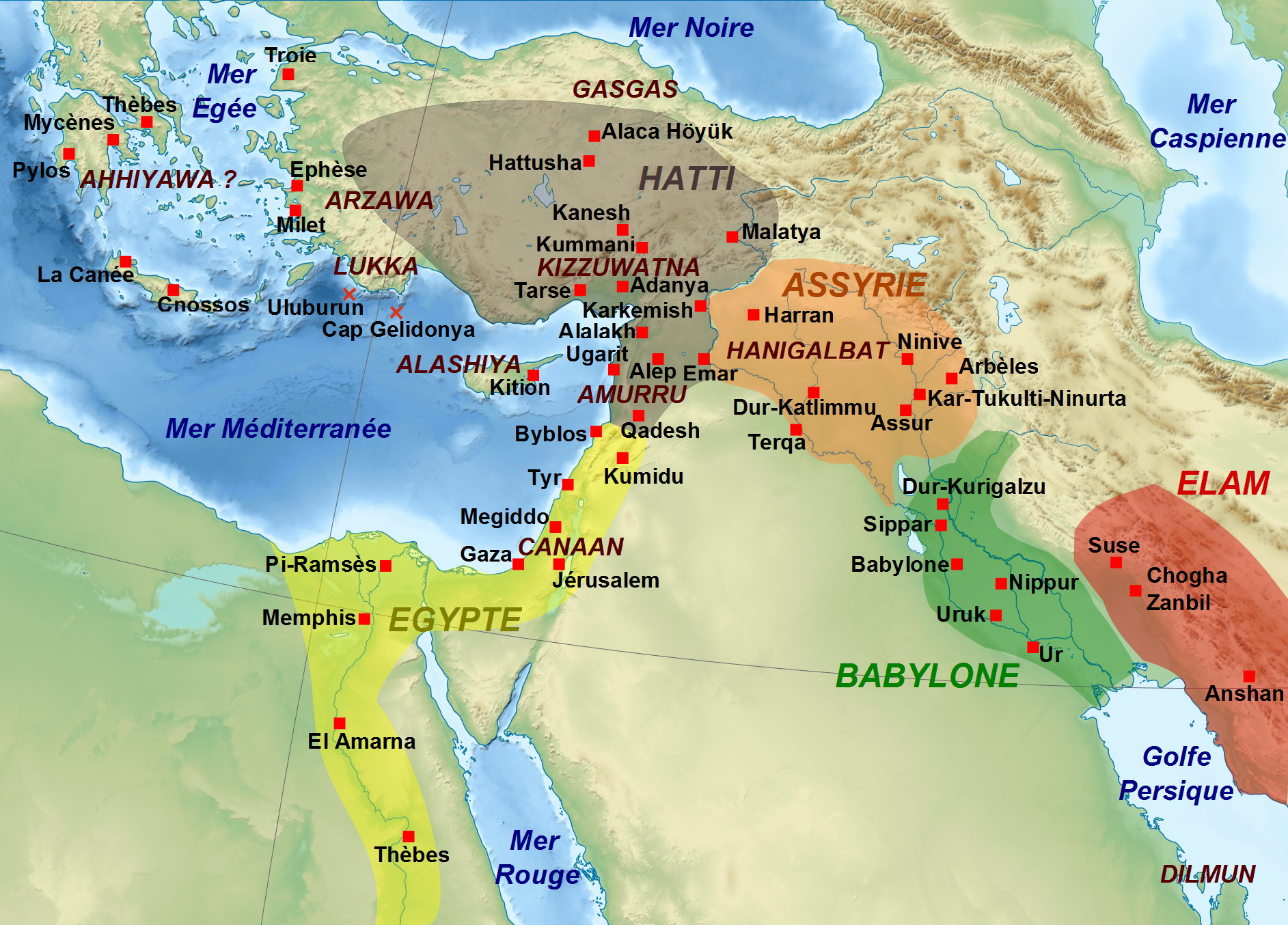
Carte montrant l'extension approximative des principaux royaumes du Moyen-Orient au, avec la localisation des villes et sites archéologiques principaux, ainsi que de certaines régions.

- Vers 1350-1210 av. J.-C. : dynastie des Igehalkides en Élam. Ils reprennent le titre de « rois d’Anshan et de Suse »[8].
- Vers 1306-1186 av. J.-C. : XIXe dynastie. Memphis, puis Pi-Ramsès, capitales du Nouvel Empire[9]. C’est une époque de relative prospérité. Sous le règne de Ramsès II s’achève la construction de la grande salle hypostyle des temples de Karnak, du temple de Louxor et des temples d’Abou Simbel[10]. La capitale religieuse est toujours Thèbes. Les Ramsès, voulant unifier les croyances, commencent par simplifier officiellement le panthéon égyptien. Un syncrétisme étroit s’établit entre les divinités. Amon, Rê et Ptah deviennent un seul dieu tripartite qui unit en lui les trois grandes personnalités divines de l’histoire égyptienne. Les dieux étrangers (Baal, Astarté, Houroun, Reshep, etc.) sont adoptés et se fondent dans le panthéon égyptien, contrairement au souci d’universalité qui anime la pensée religieuse. Le culte de la personne impériale se développe également.

- 1307-1275 av. J.-C. : première mention assyrienne des Ahlamu, peuple proto-araméen, sous le règne d’Adad-nerari Ier, dans la région du nord de l’Euphrate. Les Araméens, peuple sémitique signalé dès le XIVe siècle av. J.-C. par les archives d'Amarna puis d’Ougarit, s’installent en Mésopotamie du Nord, puis en Syrie (Aram) et au Liban où ils forment des royaumes au XIe siècle av. J.-C.[11]. La tradition biblique des fils de Jacob, apparemment originaires de l'Aram Naharayim ou « Aram des deux fleuves », dans la boucle de l'Euphrate, autour des villes de Harran et Nahur, semble confirmer que, vers le XIIIe siècle av. J.-C., cette région était peuplée de pasteurs proto-araméens[12].

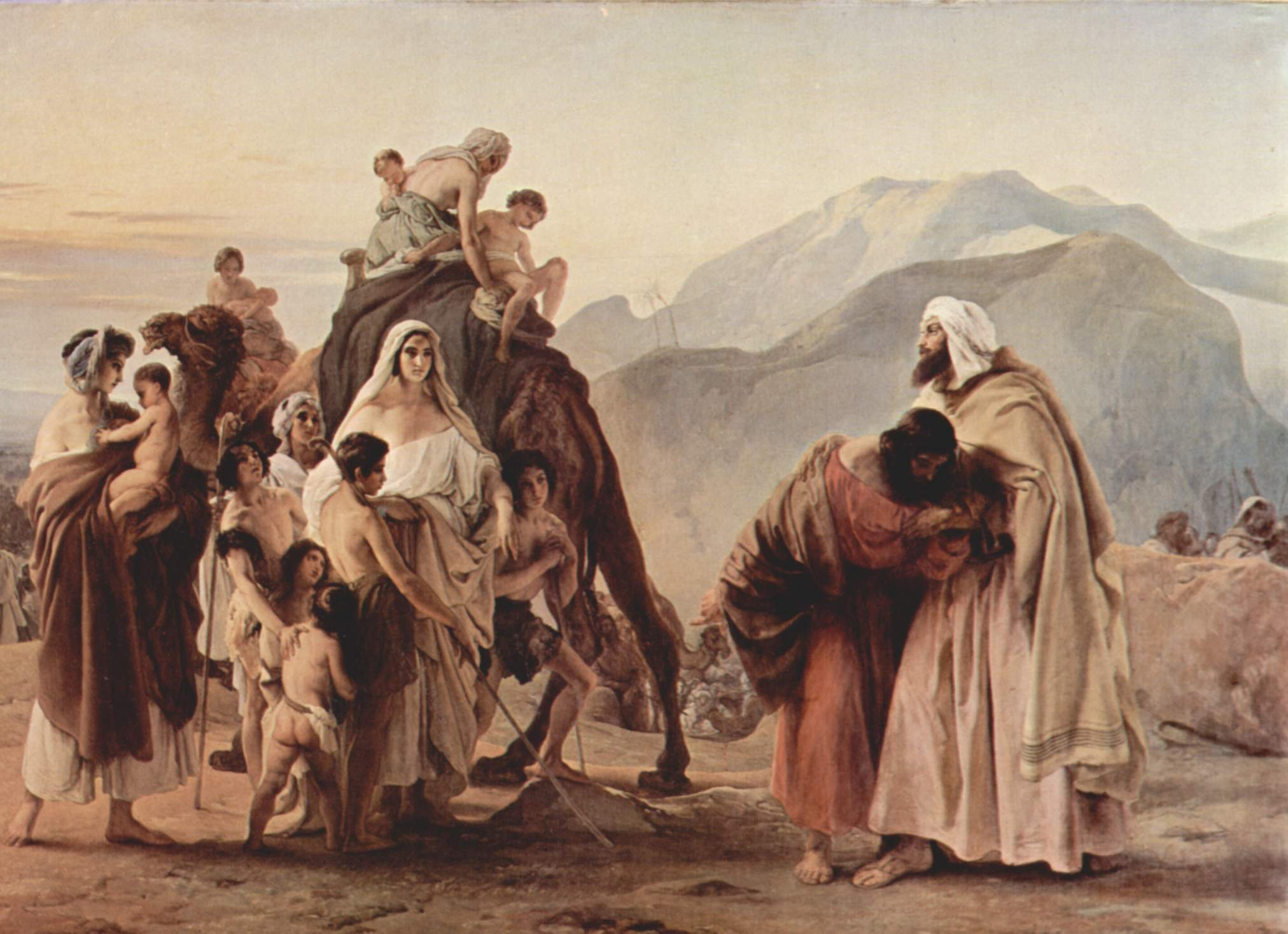
Jacob et Ésaü, toile de Francesco Hayez, 1844.

- Les tribus sémites (dont Israël) progressent vers l’ouest (Canaan). Selon la bible, Jacob achète son droit d’aînesse à son frère Ésaü puis conduit les israélites en Égypte à l’appel de son fils Joseph. Ses douze fils forment les douze tribus d'Israël : Ruben, Siméon, Lévi, Juda, Issacar, Zebulon, Joseph (Ephraïm et Manassa), Benjamin, Dan, Nephtali, Gad, Tribu d'Asher. Le groupe des descendants de Jacob, d’origine araméenne, a peut-être quitté la région de Harran, en Haute-Mésopotamie, vers 1275 av. J.-C. lors de l’invasion assyrienne du Hanigalbat, puis probablement pénétré en Palestine en traversant le Jourdain entre la vallée du Yabboq et celle du Wadi Far’ah. Il s’est sédentarisé dans la région située au nord et nord-est de Sichem. Il ne se mêle pas à la population locale. Le groupe des descendants de Joseph/Israël, originaire de la montagne d’Éphraïm, séjournera un moment en Égypte au pays de Goshen, à la limite orientale du delta du Nil. Ils auraient travaillé aux travaux de construction des villes-entrepôts égyptiennes de Pithôm et de Pi-Ramsès[13]. Vers la fin du siècle, un premier groupe de sémites, revenu d’Égypte, derrière Moïse, aurait fusionné avec un second groupe venu plus récemment de la Haute-Mésopotamie, qui prend aussi le Judaïsme comme religion révélée, et se serait installé dans l’actuelle Cisjordanie, qui était alors une région peu peuplée, à partir de laquelle ils vont rayonner et s’allier à d’autres peuplades sémites de Galilée et de Transjordanie[14].
- Vers 1260-1250 av. J.-C. : dates possibles de la Guerre de Troie entre Mycéniens et Troyens.

### Europe

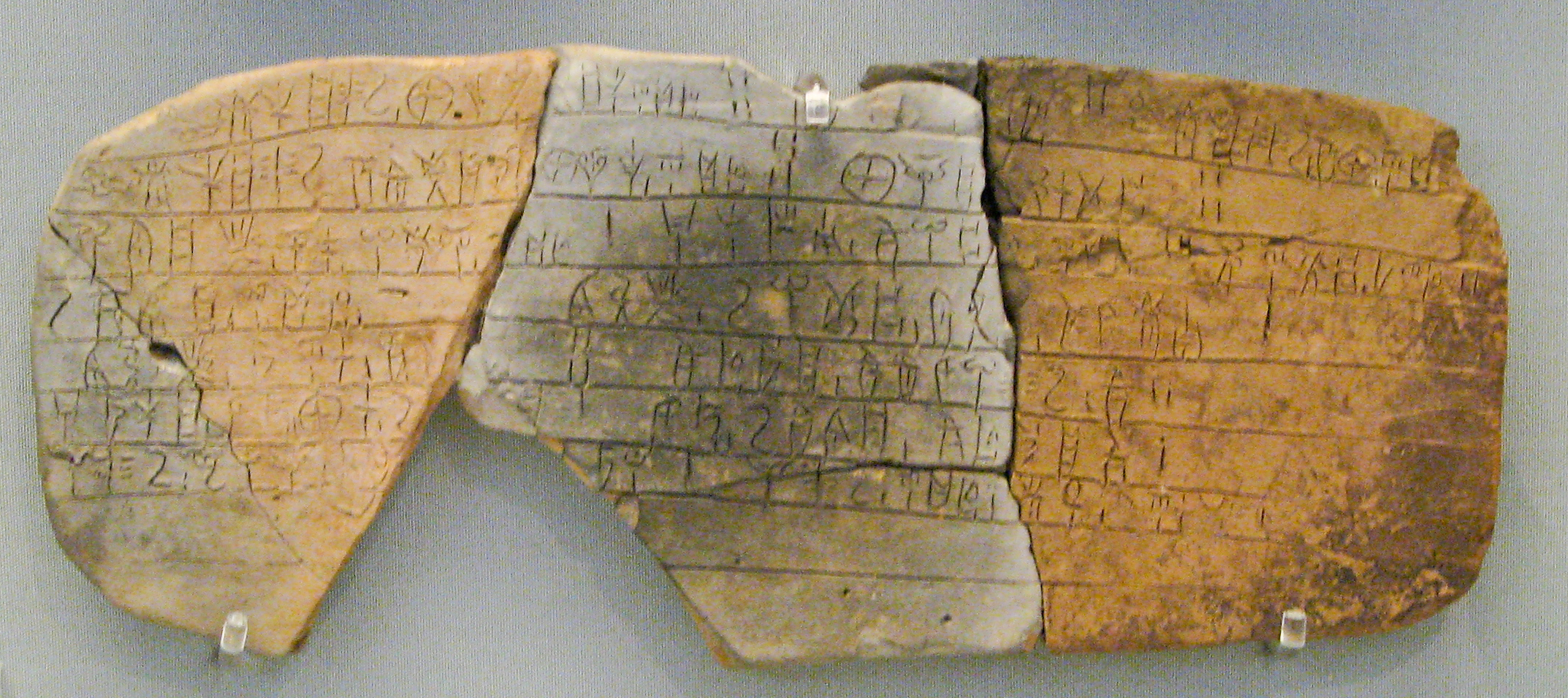
Tablette d'argile linéaire B provenant du palais mycénien de Pylos, conservée à la suite de sa cuisson dans l'incendie qui a détruit le palais vers 1200 Elle contient des informations sur la distribution de peaux de bovins, de cochons et de cerfs aux fabricants de chaussures et de selles. Musée archéologique d'Athènes.

- Vers 1300-1200 av. J.-C. : bronze récent IIIB en Grèce[15]. Helladique récent IIIB2 en Grèce continentale (1300-1225 av. J.-C.)[16]Porte des Lions et trésor d’Atrée à Mycènes. Calme et prospérité en Égée. Les importations mycéniennes vers le Levant culminent. Une épave retrouvée sur la côte sud de l’Anatolie (Ulu Burun, vers 1320-1295 av. J.-C.) contenait des lingots de cuivre, de l’étain, de l’ivoire, des vases syriens, chypriotes et mycéniens, des morceaux d’ivoire d’éléphant et d’hippopotame. Aménagement de l’Acropole d’Athènes : construction vers la fin du siècle d’un mur cyclopéen de 4 à 6 m d’épaisseur, dit « mur pélasgique » (Pelargikon), et d’un puits pour approvisionner la citadelle en eau (Helladique récent IIIB2-Helladique récent IIIC1 )[17]. Tablettes linéaire B de Pylos[18].
- Vers 1300-500 av. J.-C. : civilisation lusacienne en Pologne, sur une partie de la République tchèque et de la Slovaquie, l’est de l'Allemagne et le nord de l’Ukraine[19].
- Vers 1250-850 av. J.-C. : la civilisation des champs d’urnes, caractérisée par de vastes cimetières abritant les urnes avec les cendres des défunts et des offrandes, marque le Bronze final en Europe occidentale[20].
- Vers 1250-1000 av. J.-C. : la culture de Pantalica se développe à l’intérieur des terres en Sicile[21].
- 1225–1190 av. J.-C. : Helladique récent IIIB2 en Grèce continentale[16]. Les périmètres des systèmes de défense des palais mycéniens (Mycène, Tyrinthe, Midéa) sont étendus largement, signe que l'insécurité augmente. La fin de la période est marquée par de nombreuses destructions sur la plupart des sites : Mycènes, Tyrinthe, Midéa, Thèbes, Orchomène, Dimíni, Pylos, dont le palais non fortifié n’est pas reconstruit[22].
- Vers 1200 av. J.-C. : début des âges obscurs en Grèce. Destruction des palais mycéniens et fin de la civilisation mycénienne.

## Art et culture

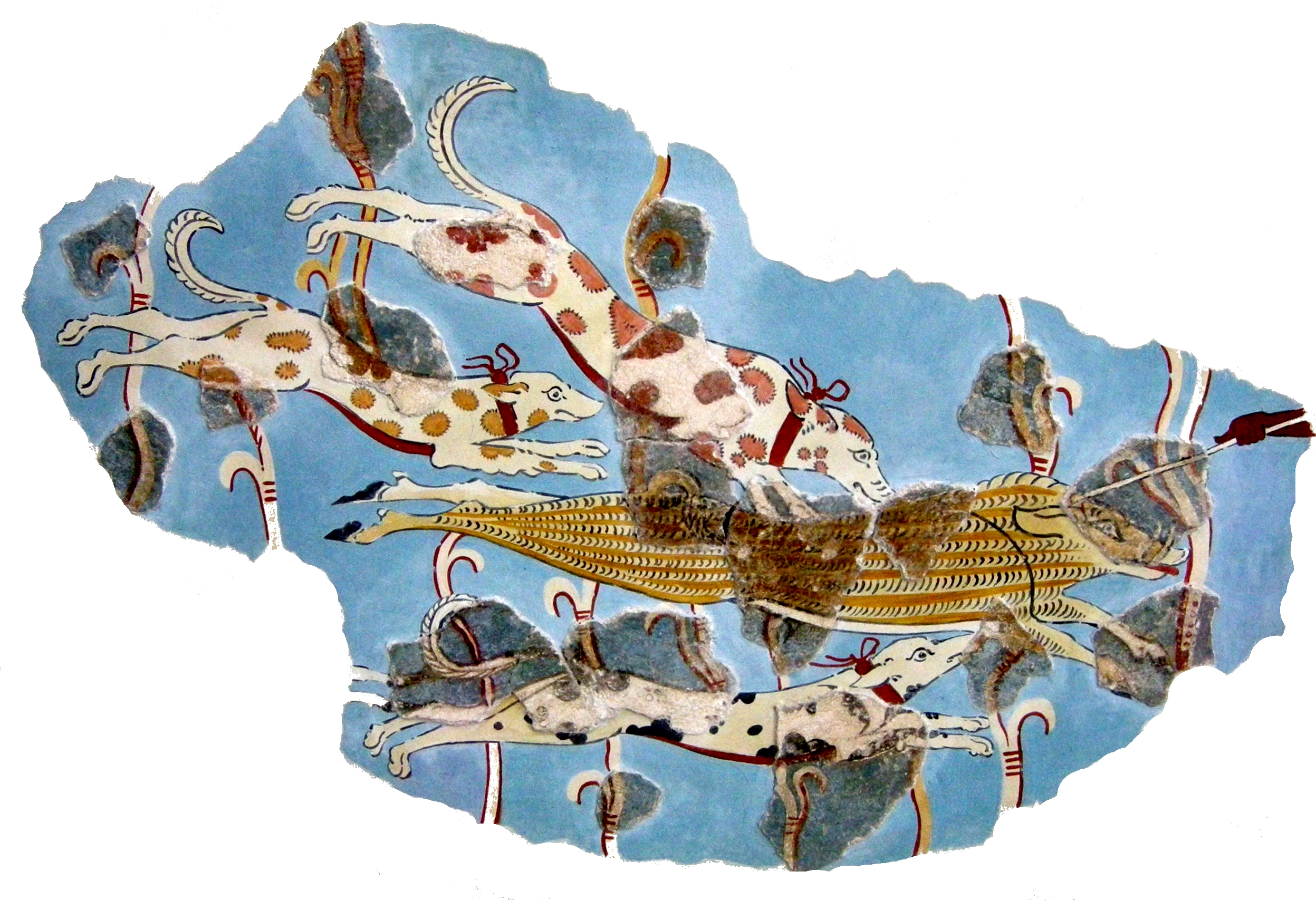
Fresque du palais de Tirynthe.

- Vers 1300-1200 av. J.-C. : fresques mycéniennes du palais de Tirynthe[23].
- Vers 1250-1046 av. J.-C. : cimetière de Xibeigang, à Anyang, en Chine, contenant onze tombes royales de la dynastie Shang et de nombreuses petites tombes, dont certaines contenant des victimes de sacrifices humains[24].

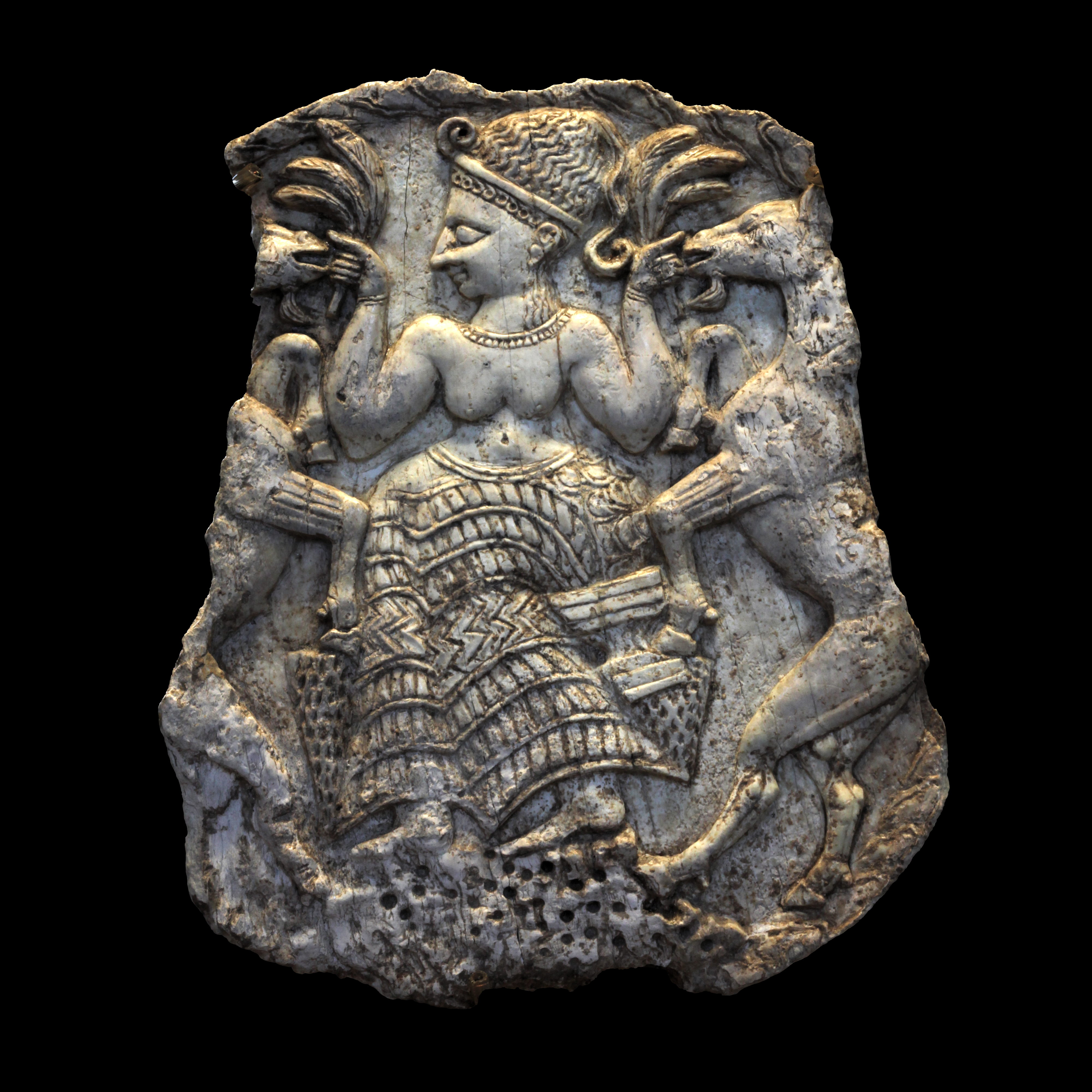
Couvercle de pyxide décoré d'une déesse nourrissant des caprins, ivoire provenant de Minet el Beida, port d’Ougarit, vers 1250 Musée du Louvre.

- Vers 1250 av. J.-C. : ivoires gravés d’Ougarit : l’état de conservation de ceux qui recouvraient les meubles d’un salon de jardin est exceptionnel. Huit panneaux d’une tête de lit sont ornés de figures et montrent la diversité des sources d’inspiration des artistes syriens (Égypte, Hatti, Syrie)[25]. Le plateau d’un guéridon, un olifant tiré d’une défense d’éléphant sculpté d’une déesse nue sont tout aussi remarquables.

- À Ougarit, on a découvert dans une bibliothèque privée du XIIIe siècle des textes proprement mésopotamiens, comme le Poème du juste souffrant, version babylonienne de l’histoire de Job, des textes de sagesse, une version babylonienne du Déluge et des dictionnaires bi- et trilingues (sumérien, akkadien, hittite et hourrite). Ougarit connaît aussi des mythes et des épopées qui expriment la culture cananéenne : le poème de Baal, la Légende de Keret ou la Légende de Danel, qui nous introduisent dans la littérature et la religion et permettent de mieux appréhender le milieu dans lequel se sont élaborés les textes bibliques[9].
- Essor littéraire en Égypte. Les contes et la poésie amoureuse reflètent une part des évolutions de la société et des mentalités : petits notables ruraux du Conte des deux frères, métamorphoses du défunt grâce à son Bâ, communication entre défunts et vivants, évocation de la décadence de la puissance égyptienne dans le roman des Mésaventures d’Ounamon, volonté de conforter l’État en déliquescence dans les aventures d’Horus et Seth[9].
- Au début du siècle, Wurusemu, déesse Soleil, est identifiée à la déesse hourrite Hebat et conserve sa place en haut du panthéon hittite en compagnie de son époux, le dieu-orage Teshub[26].